# Атлантична нічна акула
Атлантична нічна акула (Carcharhinus signatus) — акула з роду Сіра акула родини сірі акули.

## Опис
Загальна довжина досягає 2,8 м при вазі 76,7 кг. Середні розміри сягають 2 м. Голова велика. Морда видовжена. Ніс загострений. Очі великі, круглі, з мигательною перетинкою. У ніздрів присутні носові шкіряні складки-клапани. У цієї акули відсутні губні борозни. Рот середнього розміру. На кожній щелепі розташовано по 30 робочих зубів. На верхній щелепі зуби трикутні, мають нахил до кутів рота. На нижній щелепі — тонкі з широким корінням, ростуть вертикально. на крайках зубів присутні пилкові зубчики. Тулуб довгий й стрункий. Грудні плавці довгі, сягають 20% довжини тіла. Має 2 спинних плавця. Між ними немає помітного хребтового узвишшя. Передній значно більше за задній. Він має трикутну форму, розташовано позаду грудних плавців. Задній спинний плавець розташовано позаду анального плавця. Хвостовий плавець гетероцеркальний, верхня лопать значно довше за нижню. На кінчику верхньої лопаті є виріз.
Забарвлення спини коливається від сіро-блакитного до коричневого кольору. Черево має попелясто-білий колір. Очі характерного зеленого кольору. Іноді на спині присутні темні плямочки.

## Спосіб життя
Тримається глибин від 30 до 2000 м. Зустрічається на зовнішніх ділянках континентального шельфу. Здійснює вертикальні добові міграції. На поверхні з'являється у сутінках та вночі. За це отримала свою назву. Вдень перебуває на значній глибині. Живиться кефалью, скумбрією, оселедцевими, сардинами, кальмарами та креветками.
Статева зрілість настає у віці близько 8 років та при розмірах 1,8-2,1 м. Це живородна акула. Вагітність триває 12 місяців. Самиця народжує від 4 до 18 акуленят завдовжки 50-70 см.
Тривалість життя становить 30 років.
Не є об'єктом промислового вилову. Присутня як прилов під час вилову тунця, риби-меча. Вживається в їжу м'ясо та плавці. Втім часто споживання не рекомендовано ВОЗ у зв'язки зі значною концентрацією ртуті в м'язах акули.
Не становить небезпеки для людини.

## Розповсюдження
Мешкає від штату Делавер (США) до Аргентини. Зустрічається у Мексиканській затоці та Карибському басейні. На сході Атлантики її ареал охоплює західне узбережжя Африки (від Сенегалу до Анголи).